# 2024年洞庭湖决口
2024年洞庭湖决口，是指2024年7月5日下午在中华人民共和国湖南省岳阳市华容县团洲垸洞庭湖一线因连续强降雨造成的堤防决堤事件，决口次日上午达到最长宽度，约为226米。政府和军方于次日下午开始持续封堵作业，至7月8日晚完成封堵。本次灾情造成巨大财产损失，包括数个村庄在内的垸内区域被洪水淹没，但由于预警响应及时，受灾地区群众被紧急转移安置，因而未造成人员伤亡。

## 背景

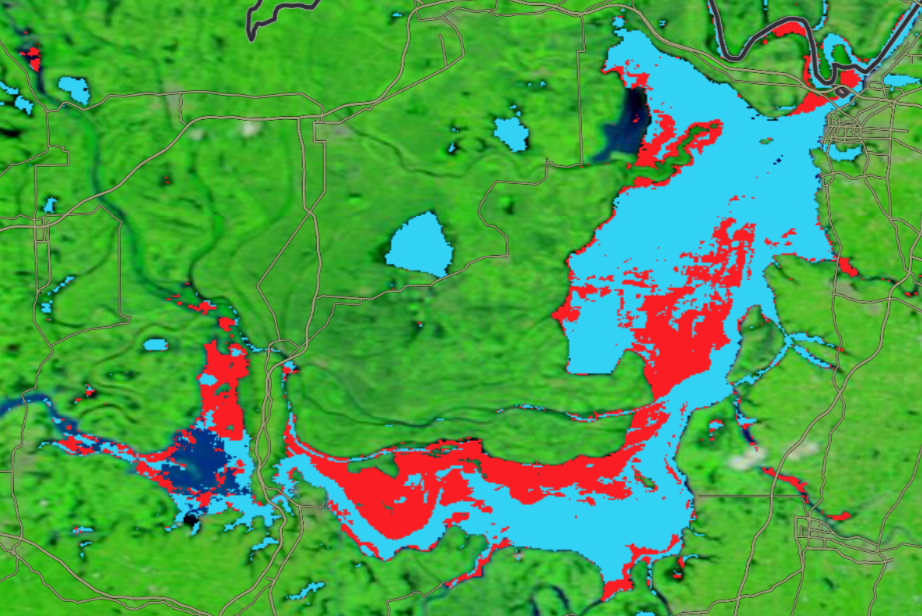
7月6日卫星图像

洞庭湖是中国第二大淡水湖。2024年6月中旬开始，湖南省大部地区开始强降雨。为加强洞庭湖泄洪，上游的长江三峡水库于6月27日起调减出库流量。省内水库也进行拦蓄洪水，减少洞庭湖入水量。6月30日上午，洞庭湖城陵矶站水位达警戒水位33米，“洞庭湖2024年第1号洪水”形成。其后3天，洞庭湖水位持续上涨。截至7月2日20时，湖区13个水文站的水位超过警戒水位，湖区3471公里一线大堤中有1105公里堤段超警，占比31.83%。
截至7月3日下午，城陵矶站水位达到34.21米，超过警戒水位1.21米。自6月30日至7月3日，洞庭湖湖区因洪水累计发生滑坡、渗水、管涌等险情74处。根据气象水文部门预测，降雨过程在随后的一周内将趋于结束，但洞庭湖水位因受上游来水汇入影响，仍将继续上涨。7月4日下午，城陵矶站达到洪峰水位34.3米，连续上涨18天后开始回落，为洞庭湖时隔4年后再次遭遇高洪水位。尽管洪峰已过，但直到7月5日洞庭湖标志性水文站城陵矶站仍然维持警戒水位。
决口所在的团洲乡位于岳阳市华容县东南部的团洲垸内，距县城42公里，其东北两面滨洞庭湖，西邻君山区良心堡镇，南隔河与注滋口镇相望，辖团南、团东、团结、团北等18个村场。团洲垸位于东洞庭湖北部水体的西岸，属洞庭湖淤积平原区，垸内无高地，地势起伏不大、较为平坦。团洲垸于1977年围垦，南抵藕池河，北顶北洲芦苇场。全垸总面积50.15平方公里，耕地3,356.3公頃（33.563平方），垸内人口2.8万人，防洪大堤长20.8公里，其中注滋口河河堤5.6公里，东洞庭湖湖堤15.2公里。2022年，团洲垸建成蓄洪安全區工程，安全區面積2.7平方千米。团洲垸是重点蓄洪堤垸，属钱粮湖蓄洪垸的一部分。钱粮湖蓄洪垸位于东洞庭湖西岸，北抵墨山，南临藕池河，西靠南山和华容护城大垸。蓄洪区范围包括新生垸、钱粮湖南垸、钱粮湖北垸、新华垸、团洲垸、新太垸、小团洲垸。钱粮湖垸围堤总长157.96公里，主要由洞庭湖湖堤、藕池河堤、华容河堤、护城垸南隔堤、钱建隔堤以及钱建隔堤至240国道堤段组成。团洲垸在1996年洪水中曾发生过溃垸。团洲垸西侧是同属钱粮湖垸的钱南垸（錢糧湖南垸），两垸之间的錢團間堤比一線大堤單薄，且因堤身土壤結構不夠緊密，自1996年之後從未於「擋水」所用。

## 决口

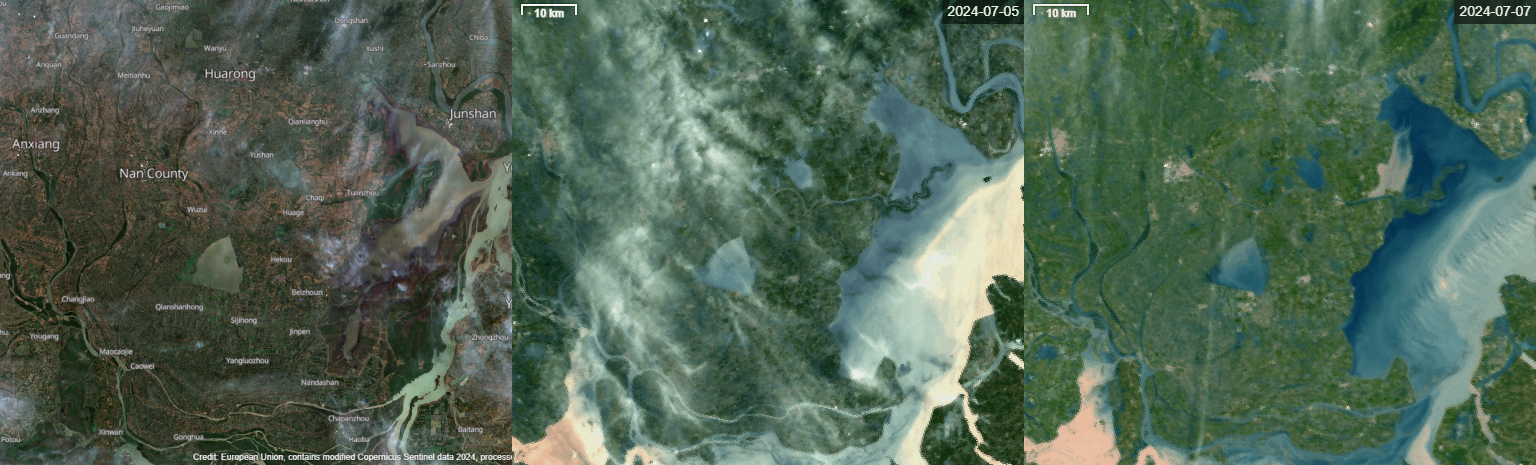
洞庭湖一帶洪水的衛星影像
5月26日洪水前影像（左）、7月5日决堤前影像（中）、7月7日决堤后影像（右）

7月5日15时32分，华容县团洲乡通报险情，团洲垸团北堤段堤面发生塌陷。15时45分，华容县工程处险组到达现场，发现桩号19+450处堤面下陷1.5米，堤身内坡有大量出水，流量约2 m³/s。工程组立即调集装满砂石车辆赶至现场，约10分钟后堤身决口，面宽约5米。7月5日16时许，洞庭湖一线堤防（桩号19+800）发生管涌险情。17时48分许，紧急封堵失败后堤坝决堤，决堤口宽度约10米。洪水破堤后，抢险人员对溃口采取“沉车裹头”等方式紧急处理，但因高洪水位等原因，决堤口仍在扩大。19时，决堤口宽度已延伸至约100米。至当晚23时许，溃口宽度已扩大至150米以上。次日6时许，决口宽度约为225米，至9时决口处内外水位落差已达到0.21米，长226米的规模。

## 抢险堵复
7月5日16时许，中国人民解放军湖南省岳阳军分区组织300余名民兵携冲锋舟、橡皮艇等装备赶赴现场，组织抢险救灾、转移群众等。18时许，武警第二机动总队某支队官兵携带挖掘机、推土机、冲锋舟等装备抵达决口现场展开救援，开始着手紧急加固作业。20时许，中国武警湖南省总队的100余名官兵到岳阳市君山区钱粮湖镇二门闸等地展开抢险救援，在二门闸南侧堤坝铺设用于保护堤坝的彩条布。君山区消防救援大队分两批派出35人的抢险队到现场参加抢险，君山区钱粮湖镇团洲村组织32名村民到大堤上清理杂草、灌木等，以便及时发现堤身渗漏等险情。
7月5日，中华人民共和国应急管理部安排工作组连夜赶赴决口现场，事前正在湖南指导防汛救灾的专家组则在决口后不久便到达现场。国家防汛抗旱总指挥部办公室、应急管理部与7月5日调派国家综合性消防救援队伍800余人、146车、82艘舟艇紧急增援，安排中国安能长沙基地救援人员50人携30台套装备抵达现场执行封堵，安排水上工程救援长沙队从前置驻防点到达现场支援，组织测绘无人机、遥感卫星做好堤防决口和溃口影响区影像采集。
离决口约两公里处团洲垸和钱南垸之间的“钱团间堤”被视为此次救援抢险的第二道防线。7月6日，武警湖南总队向第二道防线增派200余名兵力进行堤坝加固抢修。根据岳阳市有关负责人介绍，安排约2000人参与间堤加固。
7月6日11时，决口处的内外水位落差降至0.1米。7月6日13时，决口处内外水位齐平，逐步具备封堵决口条件。7月6日17时许，现场全面开展封堵作业。至7月6日20時，潰口處內外水位基本持平，決口封堵66米。经过通宵封堵，至7月7日11時，已封堵約70米。至7月7日14時，決口已封堵超過80米。決口修補采用水陸兩路「包抄」的方式，不仅安排貨車運載石頭在決堤位置兩側投放石塊，还安排船只運載大石塊直接投放到決口處，同时使用無人船即場測量並繪製水底地形，为精準投放封堵物料作出引導。7月7日晚，中国人民解放军南部战区空军派遣700多名官兵到岳陽執行抗洪搶險任務。
7月8日，封堵现场加强块石、钢构笼等抢险物资调运和保障，卡车、驳船等交通工具拉载封堵物料向决口处投放。水利部长江水利委员会调度三峡水库等流域控制性水库继续拦洪蓄水，加快中下游干流和洞庭湖退水速率。国家防总办公室会同国家粮食和物资储备局再次紧急调拨防管涌围井围板、编织袋、土工布等物资，支持当地应急抢险工作进行。截至7月8日早上6時，搶險人員已累計封堵129米決口，剩餘決口距離還差97米。7月8日上午，钱团间堤发生管涌，经武警、空军、消防等五百多人堆放沙包后初步受控。至7月8日10时，洞庭湖堤防决口已封堵142.5米，仍舊剩余83.5米未封堵。至7月8日15时，洞庭湖堤防决口已封堵168米，仍舊剩余58米未封堵，城陵矶站于同个时间，水位退至警戒水位33米并继续回落。至7月8日17时，洞庭湖堤防决口已封堵180.5米，其中左岸100.5米，右岸80米。剩余45.5米。7月8日22时31分，团洲垸洞庭湖大堤决口完成封堵。
堤防缺口完成封堵合龙后，将首先进行垸內排澇。排涝工作于7月9日开始。團洲垸內滯留水量約2.1億立方米，相當於15個西湖。7月10日早6时，洞庭湖流域全线整体退出警戒水位。截至7月10日晚22点，团洲垸洪水抽排现场排涝设备已持续增加至266台，垸内水位持续下降。

## 灾情
由于发现管涌前附近居民已经被要求转移，至7月5日18时许，附近6村1社区需转移的约5000名群众已基本转移完毕。截至5日22时，垸内需转移的5000余名民众全部安全转移，无人员被困和伤亡报告。根据媒体报道，共转移安置群众5755人，未出现人员伤亡。为安置搬迁居民，当地政府调拨1000顶帐篷、3200张折叠床、3200张夏季降温垫和3200张床垫。
至7月6日凌晨5点多，洪水仍从决口处涌入垸区，团洲垸内水位继续上升，一些低矮房屋已经被淹没屋顶。截至7月6日6时16分，决口造成淹没面积约45.92平方公里。7月6日中午，垸內平均水深約5米，淹沒面積47.64平方公里，佔團洲垸總面積的92.5%。團洲垸內7個村莊多數房屋仅屋頂露出水面，被淹的牛群在水中浮沉。据衛星圖片顯示，7月6日洪水覆蓋的區域最長約13公里、最寬約5公里。根据媒体报道，有养鱼户因此次洪水而损失超过百万元人民币。

## 反应

### 官方
决堤险情发生后，中共中央总书记习近平和国务院总理李强分别作出指示及批示，强调要及时转移并妥善安置受威胁地区群众，全力开展抢险救援工作，切实保护人民群众生命财产安全；要求国家防总派出工作组，加强指导、预报预警和会商研判，督促各地各部门毫不松懈做好防汛抢险救灾工作，确保安全度汛；要全力做好抢险处置工作，控制险情发展，妥善安置受灾群众，加强库坝堤防巡查防守，排查各类安全隐患，保障人民群众生命财产安全。
国务院副总理张国清在6日上午赴国家防汛抗旱总指挥部调度当前防汛抢险救灾工作时进一步强调要坚决贯彻习近平和李强的指示批示要求，坚持人民至上、生命至上，毫不松懈做好防汛抢险救灾工作，举一反三加强堤防查险除险，全力确保安全度汛；要做好抢险救援力量调度和物资调拨，国家防总要继续做好抢险救援力量调度和急需物资调拨，全力指导和支持地方开展抢险救援，防止决口扩大，并在具备条件时及时封堵，筑牢“第二道防线”；要强化查险除险措施，各地要细而又细、实而又实地强化查险除险措施，树牢底线思维，果断转移并妥善安置受威胁群众，严防人员伤亡。同日，华容县融媒体中心发布《关于接受社会捐赠告知书》，呼吁社会各界爱心人士、爱心企业和其他爱心组织积极捐赠，与灾区人民共克难关。
此外，国家发展改革委于7月8日安排了2亿元中央预算内投资，重点支持受灾地区灾后应急恢复工作。
7月9日，华容县委书记陶伟军来到团洲垸转移群众安置点看望受灾群众。
7月10日，湖南省供销社党组成员、理事会副主任杨利凯一行带领省、市供销社爱心人士来华容开展防汛抗灾慰问。共计捐赠1500袋大米，2000包面条，2000升菜籽油。同日，水利部减灾中心高级工程师柴福鑫面对采访时表示：“经过分析计算，水位每天下降的速度宜控制在0.5米以内。如果按255 m³/s的强度排水，则需要10天；如果按照170 m³/s排水，则需要15天。”
7月11日，华容县团洲乡团华村在章华学校安置点召开灾后重建“三长”动员会，60余名片长、组长、邻长参加，以适应群众安抚、管理、灾后重建工作。
此前，7月1日，团洲乡即成立防汛指挥所，乡党政班子分段指挥、责任到人，第一时间发动党员干部下沉一线，对辖区内所有电排、剅闸、堤防、桥梁等进行全覆盖“体检”，组织村（社区）落实七大防汛闸棚的搭建和责任防汛堤段的清基扫障。7月2日晚，华容县县长周鹏到禹山镇、插旗镇、注滋口镇、团洲乡督导检查防汛值班值守、巡堤查险工作情况，看望慰问坚守防汛一线的干部群众。

### 民间
河南郑州的河南梦尔达科技，通过中国光华科技基金会捐赠200万元人民币，专项用于洞庭湖决堤地区的应急救灾及后续恢复重建工作。
鸣鸣很忙集团旗下的赵一鸣零食公司在灾情发生之后向华容县灾区捐款500万元，并积极筹措应急食品物资。霸王茶姬公司也通过中国乡村发展基金会捐出同等金额善款。两者均表示将密切关注灾情最新情况，竭尽全力支援灾区，但却遭部分网民批质疑。

## 备注
1. ↑  团洲乡南侧原为幸福乡，2015年并入注滋口镇[8]